# Gustav Hofmann (Meteorologe)
Gustav Hofmann (* 25. Dezember 1921 in Dürr, Bezirk Eger, Tschechoslowakei; † 28. Januar 2015) war ein deutscher Meteorologe, Physiker sowie Hochschullehrer.

## Leben
Der gebürtige Sudetendeutsche Gustav Hofmann, Sohn des Bauern Adam Hofmann sowie der Marie geborene Wirnitzer, 1940 Absolvent des Gymnasiums in Eger, wandte sich im Anschluss dem Studium der Physik an der Deutschen Universität Prag zu, das er 1942 kriegsbedingt unterbrechen musste. Nach der Übersiedlung nach Deutschland setzte Gustav Hofmann sein Studium 1946 an der Universität München fort, 1947 erwarb er den akademischen Grad eines Diplomphysikers, 1951 wurde er zum Dr. rer. nat. promoviert.
Nach Assistenzjahren habilitierte er sich 1956 als Privatdozent für das Fach Meteorologie in München, dort wurde er 1962 zum außerplanmäßigen Professor ernannt. 1965 folgte Gustav Hofmann dem Ruf auf die Professur für Meteorologie an der Universität zu Köln, zusätzlich übernahm er dort die Leitung des gleichnamigen Instituts. 1972 wechselte er in gleicher Funktion nach München zurück, 1987 erfolgte seine Emeritierung.
Hofmann, der insbesondere mit Beiträgen zur Mikrometeorologie hervortrat, wurde 1979 als ordentliches Mitglied der Naturwissenschaftlichen Klasse in die Sudetendeutsche Akademie der Wissenschaften und Künste aufgenommen.
Gustav Hofmann heiratete 1947 Gertrud, geborene Vogl, mit der er zwei Kinder namens Waltraud sowie Walter hatte. Hofmann starb 2015.

## Publikationen
- Ein Gerät zur Registrierung der Bodenluftfeuchtigkeit, Dissertation, München, 1951
- Die Thermodynamik der Taubildung, Deutscher Wetterdienst, Bad Kissingen, 1955
- Meteorologisches Instrumentenpraktikum, Universität, Meteorologisches Institut, München, 1960
- Mit Helmut Kraus, Gerhard Manier: Ergebnisse der Messungen von Temperatur- und Windschichtung an der Meteorologischen Station beim Forschungsreaktor München vom 1. Juli 1961 bis zum 28. Februar 1962. Universität, Meteorologisches Institut, München 1962.
- Mit Helmut Kraus: Der Aufbau der Meteorologischen Station beim Forschungsreaktor München, Universität, Meteorologisches Institut, München, 1964